# 9 meter
9 meter er en kortfilm instrueret af Anders Walter efter eget manuskript.

## Handling
Sekstenårige Daniel er en dygtig længdespringer, der konstant slår sine egne rekorder. Rekorderne bliver for Daniel en måde at holde sin mor i live på. Hun ligger i koma uden tegn på at vågne op, men Daniel oplever, at hun reagerer ved at bevæge sine fingre, hver gang han beretter om et nyt rekordspring. Daniel går i stå med at sætte nye rekorder, og i samme periode forværres morens tilstand. Han føler, at han bærer noget af skylden, og i et desperat forsøg på at slå sin egen rekord planlægger han at springe mellem hustagene i det betonbyggeri, han bor i. Han vil slå verdensrekorden på ni meter.